# Wang Shangyuan
Wang Shangyuan (chinesisch: 王上源; Pinyin: Wáng Shàngyuán; * 2. Juni 1993 in Zhengzhou) ist ein chinesischer Fußballspieler, der seit 2019 bei Henan Songshan Longmen in der Chinese Super League unter Vertrag steht.

## Geschichte

### Verein
Wang Shangyuan startete seine Fußballkarriere 2012 bei Beijing Sangao. Obwohl er in 21 Spielen zehn Tore erzielte, schied sein Team früh in der Gruppenphase der regionalen Meisterschaft aus. Im April 2013 hatte Wang ein Probetraining bei Manchester City und setzte dieses dann in Europa fort. Im Juni 2013 wechselte er zum belgischen Verein Club Brügge, nachdem er beim Probetraining überzeugt hatte. Sein Debüt bei Club Brügge gab er am 26. Juli 2013 beim 2:0-Sieg gegen Sporting Charleroi und erzielte dabei direkt sein erstes Tor für den Verein. Wang spielte auch in der dritten Qualifikationsrunde der UEFA Europa League gegen Śląsk Wrocław. Zunächst stand er in der Startelf, wurde aber nach der Übernahme des Trainerpostens durch Michel Preud’homme in die Reserve versetzt und spielte seitdem nicht mehr regelmäßig.
Wang wechselte im Jahr 2015 ablösefrei zu Guangzhou Evergrande in die Chinese Super League. Dort wurde er zum Stammspieler und debütierte am 22. März 2015 beim 1:1-Unentschieden gegen Changchun Yatai. Im Februar 2017 gelangen ihm zwei Tore beim Sieg gegen Eastern AA in der AFC Champions League 2017. Im Juni 2018 wurde Wang für den Rest der Saison an Henan Songshan Longmen verliehen. Dort gab er sein Debüt im Juli 2018 und erzielte im November 2018 sein erstes Tor, welches den Klassenerhalt von Henan sicherte. Im Februar 2019 wechselte Wang dann dauerhaft zu diesem Verein.

### Nationalmannschaft
Am 10. Dezember 2019 gab Wang sein A-Länderspieldebüt bei der 1:2-Niederlage gegen Japan bei der Ostasienmeisterschaft 2019. Wang wurde zudem in den Kader der chinesischen Fußballnationalmannschaft für die Asienmeisterschaft 2024 in Katar berufen und stand im Eröffnungsspiel gegen Tadschikistan am 13. Januar 2024 in der Startelf.

## Erfolge
- Meister der Chinese Super League: 2015, 2016, 2017
- AFC-Champions-League-Sieger: 2015
- Teilnahme an der Qualifikation zur UEFA Europa League: 2013
- Chinese FA Cup: 2016
- Chinese FA Super Cup: 2016, 2017, 2018